# Regina Hall
Pour les articles homonymes, voir Hall.
Regina Hall, née le 12 décembre 1970 à Washington, est une actrice et productrice américaine.
Elle est révélée au grand public par son rôle de Brenda Meeks dans la série de films Scary Movie. Elle est notamment apparue dans les séries télévisées Ally McBeal et Los Angeles, police judiciaire.
Elle poursuit ensuite sa carrière évoluant, essentiellement, dans son registre de prédilection, la comédie : Panique aux funérailles, les films Think Like a Man et Think Like a Man Too ainsi que la série de films Le Mariage de l'année 1 et 2, et en étant l'un des premiers rôles dans le film à succès Girls Trip.
Son incursion dans le genre dramatique pour le film indépendant Support the Girls est saluée par la critique et lui permet de devenir la première actrice afro-américaine à remporter le New York Film Critics Circle de la meilleure actrice. Dans le même temps, elle joue dans le drame salué The Hate U Give : La Haine qu'on donne et est le premier rôle féminin de la série télévisée Black Monday aux côtés de Don Cheadle.

## Biographie

### Enfance et formation
Regina Hall est la fille d'un entrepreneur et électricien, Odie Hall, et de Ruby, une professeure. Elle est d'origine afro-américaine. Après l'obtention du diplôme de l'école secondaire, elle s'inscrit à l'université Fordham dans le Bronx, elle obtient son baccalauréat en 1992.
Elle s'envole à New York et obtient une maîtrise en journalisme en 1997.
Dans un premier temps, elle envisage une carrière dans le milieu de l'écriture ou du journalisme, mais la mort prématurée de son père l'oblige à changer de plan. Elle entame alors sa carrière dans le milieu du divertissement.

### Révélation
Sa carrière commence par des participations aux séries télévisées Love et New York Undercover. Elle décroche, en 1999, un petit rôle dans Le Mariage de l'année, sa prestation est remarquée et le film rencontre un succès modéré sur le territoire américain.
L'année 2000 est importante pour l'actrice puisqu'elle figure au casting du film Love and Basketball mais elle rejoint surtout la distribution de la saga parodique Scary Movie. Le premier est très bien reçu par la critique, le second, doté d'un budget "modeste" de 19 millions de dollars, engrange plus de 278 millions de dollars au box office mondial. Elle accède à la notoriété internationale et est considérée comme l'une des étoiles montantes afro-américaines d'Hollywood.
Forte de cette nouvelle visibilité, elle rejoint les rangs de la série télévisée à succès Ally McBeal. Prévue pour un arc de quelques épisodes seulement, elle est finalement promue personnage principal dans la saison 5. L'actrice est même nommée à l'Image Award du meilleur second rôle féminin dans une série. Autre incursion réussie dans le milieu de la télévision, avec le téléfilm Act of Love pour lequel elle est citée au Black Reel Award de la meilleure actrice dans un second rôle.
En 2002, elle reste fidèle aux frères Wayans et rempile pour Scary Movie 2, les performances du second volet sont largement en déca du premier opus et elle enchaîne sur le drame Paid in Full.
En 2003, elle rendosse le rôle de Brenda pour Scary Movie 3, la saga renoue ici avec le succès, le troisième volet réalisant de bonnes performances au box office mondial, et elle figure au casting du film centré sur le milieu du hip hop Malibu's Most Wanted. L'actrice enchaîne, par la suite, de nombreuses participations dans diverses productions comme en 2005, pour la comédie d'action Un plan béton, qui est éreinté par la critique et boudé par le public et elle apparaît dans la sitcom The Honeymooners.
En 2006, pour la dernière fois, elle reprend le rôle qui l'a fait connaître au grand public avec Scary Movie 4, dont les performances au box office sont supérieures au second volet mais inférieures au précédent. La même année, elle décroche le Festival Award de la meilleure actrice au Festival du film de San Diego pour son interprétation de psychiatre dans le thriller Danika (en).
En 2008, elle fait partie du casting de Super Héros Movie qui reprend les mêmes codes que les films Scary Movie mais le film est laminé par la critique et rembourse péniblement son budget.

### Comédies à succès
En 2010, elle est de retour dans une comédie plus traditionnelle avec Panique aux funérailles, le remake américain du film britannique Joyeuses Funérailles. Elle tente aussi un come-back sur le petit écran dans un registre plus sérieux avec la série judiciaire Los Angeles, police judiciaire, spin off de la série New York, police judiciaire créé par Dick Wolf, mais c’est un échec d’audiences.
Elle fait son retour, en 2012, au casting de la comédie romantique Think Like a Man, adaptée du livre Act Like a Lady, Think Like a Man, écrit par le célèbre humoriste-animateur radio Steve Harvey, et inspiré par sa rubrique "Strawberry Letters" de son émission radio The Steve Harvey Morning Show. Le film est un véritable succès aux États-Unis avec 33 636 303 dollars lors du premier weekend pour un budget d'environ 13 millions de dollars. Il dépasse les 60 millions de dollars après 10 jours d'exploitation américaine.
Entre 2013 et 2015, elle transforme à nouveau l'essai avec le succès surprise de la comédie Le Mariage de l'année, 10 ans après suite du film Le Mariage de l'année, sorti en 1999. Elle retrouve ses camarades Taraji P. Henson, Gabrielle Union et Kevin Hart pour Think Like a Man Too, puis, elle partage, une nouvelle fois, la vedette de la comédie dramatique About Last Night, aux côtés de Kevin Hart, les critiques saluent par ailleurs, le duo d'acteurs qu'ils forment à l'écran, enthousiasmés par leur alchimie.
Enfin, elle décroche un second rôle dans la comédie familiale Vive les vacances, l'un des succès de l'été 2015. La même année, elle figure au casting du téléfilm de la chaîne Lifetime With this ring, nommé à la 44e cérémonie des NAACP Image Awards pour le prix de la meilleure réalisation. Cette production est intitulée, en France, Mariées Dans L'Année, est diffusée le vendredi 9 mars 2018 à 13h55 sur TF1.
En 2016, elle invitée pour trois épisodes de la série à succès Black-ish et devient personnage récurrent pour Grandfathered, cette dernière est finalement annulée, à l'issue de la première saison, malgré des critiques enthousiastes. Elle apparaît également dans le premier épisode de la nouvelle série de la chaîne américaine ABC, Uncle Buck, adaptée du film éponyme sorti en 1989. Au cinéma, elle figure au casting de Barbershop: The Next Cut aux côtés d'Ice Cube et Nicki Minaj, toujours inédit en France mais réel succès sur son territoire et tient le rôle principal du thriller When the Bough Breaks qui réalise un bon score au box office américain en étant largement rentabilisé dès le weekend de sa commercialisation.
En 2017, elle fait partie des vedettes de la comédie Girls Trip aux côtés des actrices Queen Latifah et Jada Pinkett Smith. Dès son 1er weekend d'exploitation, le film atteint les 30.8 millions de dollars de recettes, le plaçant au second rang après Dunkerque, qui est sorti la même semaine. Il est également le film le plus rentable de Malcolm D. Lee pour son ouverture. Fin juillet 2017, c'est la première fois qu'un film entièrement afro-américain, écrit, produit, réalisé et joué par des acteurs noirs, récolte autant d'argent aux États-Unis et dépasse les 100 millions de dollars. Elle retrouve aussi son ami Marlon Wayans avec qui elle partage l'affiche de la comédie romantique Naked, diffusée sur la plateforme Netflix. La même année, elle joue les guest star pour une poignée d'épisodes de la seconde saison de la série comique Insecure.

### Reconnaissance critique

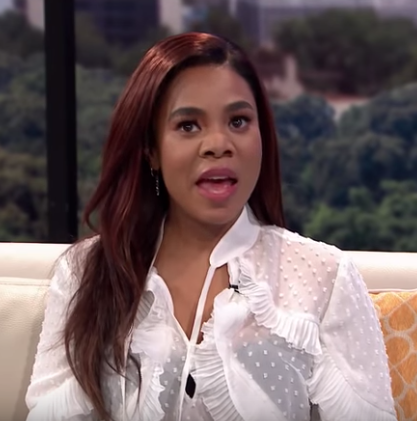
Invitée d'un talk-show américain, en 2019.

Forte de ce succès surprise, 2018 s'avère être une année charnière.
Elle est l'héroïne principale de la comédie dramatique indépendante Support the Girls aux côtés des actrices Haley Lu Richardson et Jana Kramer. Une performance saluée par les critiques,,,,, qui lui vaut quelques propositions au titre de meilleure actrice, notamment lors de la cérémonie des Gotham Awards et des Independent Spirit Award,. Et qui lui vaut surtout d’être la première afro-américaine à recevoir le New York Film Critics Circle Award de la meilleure actrice et de remporter le Chlotrudis Award de la meilleure actrice.
Dans le même registre et toujours pour le cinéma indépendant, elle participe à la comédie Prison Logic de et avec Romany Malco, qui est aussi saluée. Aussi, elle est à l'affiche du drame plébiscité The Hate U Give sous la direction de George Tillman Jr., incarnant la mère du personnage joué par Amandla Stenberg. Enfin, elle joue dans la suite du film d'action à succès, Shaft, Son of Shaft, attendue pour 2019, dans lequel elle partage la vedette aux côtés de Jessie Usher, qui incarne le fils du personnage joué par Samuel L. Jackson dans le premier volet, ainsi que d'Alexandra Shipp,.
En 2019, elle fait ses débuts comme productrice. D'abord en rejoignant la distribution de la série télévisée Black Monday, du réseau Showtime. Cette comédie, portée par Don Cheadle, suit un groupe de rebelles qui prennent Wall Street d'assaut et finissent par provoquer un krach boursier. Regina Hall incarne Dawn Towner, première femme à la tête d'un groupe de traders,,. Les retours critiques sont positifs quant à l'interprétation de l'actrice. La série est renouvelée pour une seconde saison,.
Cette année-là, au cinéma, elle renoue avec le registre plus léger de la comédie en jouant dans Little, un long métrage qui suit les aventures d'une folle du travail, insupportable et impolie, incarnée par Regina Hall, qui va être victime d'un mauvais sort et se réveiller en tant qu'enfant. Elle y est créditée en tant que productrice exécutive. La même année, elle remporte un prix d'honneur lors de la cérémonie Black Women in Hollywood,. Et elle est assure la présentation de la 19e cérémonie des BET Awards,,.
L'année suivante elle poursuit sa collaboration avec le réseau BET et fait une prestation remarquée lors d'une émission spéciale dont le but est de récolter des fonds afin de lutter contre la pandémie de Covid-19, Saving Our Selves. La même année, la plateforme Disney+ rentre en pourparlers avec l'actrice pour le premier rôle d'un remake de la série de films Treize à la douzaine et Treize à la douzaine 2. Cette adaptation continuera de présenter une grande famille mais cette fois-ci mixte et recomposée,. Dans le même temps, il est également annoncé que l'actrice produirait et jouerait le premier rôle d'un film dramatique pour Amazon Studios, Master réalisé par Mariama Diallo. L'histoire est celle de deux afro-américaines au sein d'une Université du Massachusetts principalement composée d'étudiants blancs.

### Vie privée
C'est une proche amie de l'actrice Sanaa Lathan qu'elle avait rencontrée dès ses débuts à Hollywood.
Vers 2004, la mère de Regina Hall reçoit un diagnostic de sclérodermie, une maladie auto-immune rare. Depuis, l'actrice est devenue bénévole et apporte son soutien aux personnes âgées de la maison de convalescence à Sherman Oaks en Californie. Elle participe à la sensibilisation du public face à cette maladie.
À l'âge de 40 ans, Regina a essayé, sans succès, de devenir religieuse à la suite d'une mauvaise rupture, cela lui a été refusé en raison de son âge. Elle avait déjà formulé cette demande à ses 14 ans,,,.
En 2014, elle devient ambassadrice de la marque White Diamonds de l'actrice britannique Elizabeth Taylor, Regina admet lui vouer une grande admiration.

## Filmographie

### Cinéma

#### Courts métrages
- 2005 : Six Months Later de David Frigerio : Keri
- 2018 : Let's Dance de Justin Peck : La femme dans le lit (segment Rise and Shine)

#### Longs métrages
- 1999 : Le Mariage de l'année (The Best Man) de Malcolm D. Lee : Candy
- 2000 : Amour et Basketball (Love and Basketball) de Gina Prince-Bythewood : Lena Wright
- 2000 : Scary Movie de Keenen Ivory Wayans : Brenda Meeks
- 2001 : Scary Movie 2 de Keenen Ivory Wayans : Brenda Meeks
- 2002 : Mon autre frère (The Other Brother) de Mandel Holland : Vicki
- 2002 : Paid in Full de Charles Stone III (en) : Kiesha
- 2003 : Le Rappeur de Malibu (Malibu's Most Wanted) de John Whitesell : Shondra
- 2003 : Scary Movie 3 de David Zucker : Brenda Meeks
- 2005 : Un plan béton / Méga-Rançon (King's Ransom) de Jeffrey W. Byrd (en) : Peaches Clarke
- 2005 : Pour le meilleur ou pour le pire (en) (The Honeymooners) de John Schultz : Trixie Norton
- 2006 : Scary Movie 4 de David Zucker : Brenda Meeks
- 2006 : Danika (en) de Ariel Vromen : Dr Evelyn Harris
- 2006 : The Elder Son (en) de Marius Balchunas : Susan
- 2008 : First Sunday de David E. Talbert (en) : Omunique
- 2008 : Super Héros Movie (Superhero Movie) de Craig Mazin : Mme Xavier
- 2009 : Que justice soit faite (Law Abiding Citizen) de F. Gary Gray : Kelly Rice
- 2010 : Panique aux funérailles (Death at a Funeral) de Neil LaBute : Michelle
- 2011 : American Hot'lidays (Mardi Gras: Spring Break) de Phil Dornfeld : Ann Marie
- 2012 : Think Like a Man de Tim Story : Candace
- 2013 : Le Mariage de l'année, 10 ans après (The Best Man Holiday) de Malcolm D. Lee : Candace « Candy » Murch
- 2014 : About Last Night (en) de Steve Pink (en) : Joan
- 2014 : Think Like a Man Too de Tim Story : Candace
- 2015 : People Places Things (en) de James C. Strouse (en) : Diane
- 2015 : With this ring de Nzingha Stewart
- 2015] : Vive les vacances / Bonjour les vacances (Vacation) de John Francis Daley et Jonathan Goldstein : Nancy Peterson
- 2016 : Barbershop: The Next Cut de Malcolm D. Lee : Angie
- 2016 : When the Bough Breaks de Jon Cassar : Laura Taylor
- 2017 : Girls Trip de Malcolm D. Lee : Ryan
- 2017 : Naked de Michael Tiddes et Marlon Wayans : Megan Swope
- 2018 : Support the Girls (en) d'Andrew Bujalski : Lisa Conroy
- 2018 : The Hate U Give - La Haine qu'on donne (The Hate U Give) de George Tillman Jr. : Lisa Carter
- 2019 : Little de Tina Gordon : Jordan Sanders (également productrice exécutive)
- 2019 : Shaft de Tim Story : Maya Babanikos
- 2020 : Prison Logic de Romany Malco : Cheryl Wagner
- 2020 : Breaking News In Yuba County de Tate Taylor : Ramirez
- 2020 : Master de Mariama Diallo : Gail Bishop (également productrice exécutive)
- 2021 : Flag Day de Sean Penn : U.S. Marshall Blake
- 2022 : Me Time : Enfin seuls ? de John Hamburg
- 2025 : O'Dessa de Geremy Jasper : Neon Dion
- 2025 : One Battle After Another de Paul Thomas Anderson

### Télévision

#### Séries télévisées
- 1997 : New York Undercover : Tammy (saison 3, épisode 23)
- 2000 : New York Police Blues : Shanice Warner (saison 7, épisode 11)
- 2001-2002 : Ally McBeal : Corretta Lipp (rôle récurrent, 25 épisodes[67],[68])
- 2010-2011 : Los Angeles, police judiciaire (Law and Order: Los Angeles) : Evelyn Price (7 épisodes[69])
- 2013 : Second Generation Wayans : Regina (4 épisodes[70])
- 2014 : Married (en) : Roxanne (2 épisodes - saison 1, épisodes 2 et 8)
- 2015 : Key & Peele : la femme #1 (saison 5, épisode 2)
- 2016 : Grandfathered : Catherine (5 épisodes - saison 1, épisodes 18, 19, 20, 21 et 22)
- 2016 : Uncle Buck : Jackie King (saison 1, épisode 1)
- 2016-2017 : Black-ish : Vivian (3 épisodes)
- 2017 : Insecure : Ninny (saison 2, 4 épisodes)
- depuis 2019 : Black Monday : Dawn Towner (10 épisodes - également productrice)
- 2021 : Nine Perfect Strangers : Carmel Schneider

#### Téléfilms
- 2000 : Act of Love (Disappearing Acts) de Gina Prince-Bythewood : Portia
- 2015 : Mariées Dans L'Année (With This Ring (en)) de Nzingha Stewart (en) : Trista
- 2016 : Crushed de Scott Ellis : Celia

## Voix francophones
En France, Regina Hall est régulièrement doublée par Olivia Dalric et Ninou Fratellini. Plus récemment, Annie Milon l'a doublée à quatre reprises.

## Distinctions
Sauf indication contraire ou complémentaire, les informations mentionnées dans cette section proviennent de la base de données IMDb.

### Récompenses
- 2006 : Festival international du film de San Diego de la meilleure actrice pour Danika (en).
- 2014 : Acapulco Black Film Festival de la meilleure distribution pour Le Mariage de l'année, 10 ans après partagée avec Eddie Cibrian, Morris Chestnut, Terrence Howard , Taye Diggs, Harold Perrineau, Sanaa Lathan, Melissa De Sousa, Nia Long et Monica Calhoun.
- 2018 : African-American Film Critics Association Awards de la meilleure actrice pour Support the Girls (en).
- 2018 : New York Film Critics Circle Awards de la meilleure actrice pour Support the Girls.
- 2018 : Vancouver Film Critics Circle Awards de la meilleure actrice pour Support the Girls.
- Chlotrudis Awards 2019 : Meilleure actrice pour Support the Girls.
- Essence Black Women in Hollywood 2019 : Lauréate du Prix d'honneur.
- 2019 : Women's Image Network Awards de la meilleure actrice dans un second rôle pour The Hate U Give - La Haine qu'on donne (2018).
- Festival international du film de San Diego 2022 : Lauréate du Prix Cinema Vanguard du meilleur accomplissement.

### Nominations
- 2001 : Black Reel Awards de la meilleure actrice dans un second rôle dans un drame romantique pour Act of Love (2000).
- 2003 : NAACP Image Awards de la meilleure actrice dans un second rôle dans une série télévisée comique pour Ally McBeal  (2001-2002).
- 2005 : The Stinkers Bad Movie Awards de la pire actrice dans un second rôle dans une comédie pour Un plan béton / Méga-Rançon (2005).
- 2016 : Black Reel Awards de la meilleure actrice dans un téléfilm ou un mini série pour With This Ring (en) (2015).
- 2018 : Black Reel Awards for Television de la meilleure actrice invitée  pour Insecure  (2017).
- 2018 : Chicago Film Critics Association Awards de la meilleure actrice pour Support the Girls (2018).
- 2018 : Gotham Independent Film Awards de la meilleure actrice pour Support the Girls.
- 49e cérémonie des NAACP Image Awards 2018 Meilleure actrice dans un second rôle dans une comédie pour Girls Trip (2017).
- 2018 : Indiana Film Journalists Association Awards de la meilleure actrice pour Support the Girls.
- 2018 : National Film and Television Awards de la meilleure actrice pour Support the Girls.
- 2018 : San Francisco Film Critics Circle de la meilleure actrice dans une comédie dramatique pour Support the Girls.
- 2018 : Seattle Film Critics Awards de la meilleure actrice pour Support the Girls.
- 2018 : Toronto Film Critics Association Awards de la meilleure actrice pour Support the Girls.
- 2019 : Austin Film Critics Association Awards de la meilleure actrice pour Support the Girls.
- 2019 : BET Awards de la meilleure actrice pour Little (2018).
- 2019 : Black Reel Awards de la meilleure actrice pour Support The Girls.
- 2019 : Black Reel Awards for Television de la meilleure actrice pour Black Monday (2019-).
- 2019 : Film Independent's Spirit Awards de la meilleure actrice principale pour Support the Girls.
- 50e cérémonie des NAACP Image Awards 2019 : Meilleure actrice dans un second rôle pour The Hate U Give - La Haine qu'on donne (2018).
- 2019 : International Online Cinema Awards de la meilleure actrice pour Support the Girls (en) (2018).
- 2019 : National Society of Film Critics Awards de la meilleure actrice pour Support the Girls (en).
- 2019 : Online Film Critics Society Awards de la meilleure actrice pour Support the Girls (en).
- 2020 : Black Reel Awards for Television de la meilleure actrice pour Black Monday (2019-).
- 2020 : NAACP Image Awards de la meilleure actrice pour Black Monday.
- 2020 : NAACP Image Awards de la meilleure hôtesse dans un programme de variété pour BET Awards 2019 (2019).
- 2021 : NAACP Image Awards de la meilleure actrice pour Black Monday (2019-).
- 2022 : Black Reel Awards for Television de la meilleure actrice pour Black Monday.
- 2022 : NAACP Image Awards de la meilleure actrice pour Black Monday.
- 2022 : NAACP Image Awards de la meilleure actrice pour Black Monday.
- 2023 : Black Reel Awards de la meilleure actrice pour Honk for Jesus. Save Your Soul. (2022).
- 2023 : Film Independent Spirit Awards de la meilleure actrice principale pour Honk for Jesus. Save Your Soul. (2022).
- 2023 : NAACP Image Awards de la meilleure actrice dans un téléfilm où une mini-série pour The Best Man: The Final Chapters (2022).
- 2023 : NAACP Image Awards de la meilleure actrice pour Honk for Jesus. Save Your Soul..
- 2023 : San Diego Film Critics Society Awards de la meilleure actrice pour Honk for Jesus. Save Your Soul..